# Uixàkovka
Uixàkovka (en rus: Ушаковка) és un poble de la República de Mordòvia, a Rússia, segons el cens del 2010 tenia 216 habitants, és la seu administrativa del districte homònim.